# Punk Goes 80's
Punk Goes 80's es parte de los recopilatorios Punk Goes... creados por Fearless Records, realizando versiones de canciones de los años 1980. Fue puesto a la venta el 7 de junio de 2005.

## Listado de canciones
| #   | Título                              | Intérprete              | Intérprete Original     | Duración |
| --- | ----------------------------------- | ----------------------- | ----------------------- | -------- |
| 1.  | "Manic Monday"                      | Relient K               | The Bangles             | 2:44     |
| 2.  | "I Ran (So Far Away)"               | Hidden In Plain View    | A Flock of Seagulls     | 2:34     |
| 3.  | "I Melt with You"                   | Sugarcult               | Modern English          | 3:47     |
| 4.  | "Your Love"                         | Midtown                 | The Outfield            | 4:23     |
| 5.  | "Don't You (Forget About Me)"       | Rufio                   | Simple Minds            | 4:13     |
| 6.  | "Pop Song 89"                       | Motion City Soundtrack  | R.E.M.                  | 3:05     |
| 7.  | "Holding Out for a Hero"            | Emery                   | Bonnie Tyler            | 4:16     |
| 8.  | "Just Like Heaven"                  | Gatsbys American Dream  | The Cure                | 3:01     |
| 9.  | "The Power of Love"                 | The Early November      | Huey Lewis and the News | 5:19     |
| 10. | "Straight Up"                       | Halifax                 | Paula Abdul             | 4:35     |
| 11. | "Dead Man's Party"                  | A Thorn for Every Heart | Oingo Boingo            | 3:36     |
| 12. | "Wrapped Around Your Finger"        | Brazil                  | The Police              | 5:09     |
| 13. | "Forever Young"                     | So They Say             | Rod Stewart             | 3:19     |
| 14. | "Everybody Wants to Rule the World" | Jamison Parker          | Tears For Fears         | 3:33     |
| 15. | "Video Killed the Radio Star"       | Amber Pacific           | The Buggles             | 2:30     |

- Datos: Q1934761